# Dominik Zafouk
Dominik Zafouk, též Zafauk, (1. června 1796 Komárov –  6. ledna 1878 Vídeň) byl česko-německý sochař, modelér monumentálních památek, medailí a šperků ze železné litiny. 

## Život
Narodil se jako syn Martina Zafouka a bratr Rudolfa Dominika Zafouka staršího (1798) v Komárově. S bratrem brzy osiřeli. Vyučil se modelérem. Zprvu pracoval v Praze jako modelér v ražebně medailí původem saského podnikatele Karla Christiana Höfera (1792–1867). Roku 1822 se oženil s Terezií Liebrovou z Prahy (1800–1872). Měli dvanáct dětí: Josefa, Gustava Pavla, Františka, Emilii, Antonii, Barbaru Paulinu, Dominika juniora (1836–1889) a pět dalších.
Od konce dvacátých let 19. století pracoval v Komárovských železárnách jako modelér a formíř figurální plastiky pro železnou litinu. Jeho první velkou zakázkou bylo v letech 1829–1830 vytvoření formy pro náhrobní sochu klečícího biskupa Leopolda Leonharda Raymunda z Thun-Hohensteinu a biskupského znaku na jeho náhrobní tumbu na Malostranském hřbitově v Praze-Košířích podle modelu Václava Prachnera. V téže době vytvořil formu pro pomník Vítězství nad Napoleonem v bitvě u Chlumce, který vznikl podle architektonického návrhu Pietra Nobileho (sokl a sloup) a sochařské studie bohyně Niké od Václava Prachnera. Pro komárovskou železárnu formoval také menší sochy, medailony, medaile a litinové šperky, většinou podle návrhů zlatníka Jana Richtera.

## Rodina
- Syn Gustav Zafouk (1824 Komárov – 1868 Praha) – pracoval jako sochař a modelér v Praze.[3]
- Syn Dominik Zafouk mladší (1836 Komárov – 1883 Praha-Bubny) se vyučil litcem a odstěhoval se do Vídně.
- Synovec Rudolf Dominik Zafouk mladší (narozený 10. prosince 1830) vystudoval sochařství na vídeňské Akademii, navrhoval kovolitecké práce, například pro architekta Josefa Zítka do nového zámku v Bečově nad Teplou.

Rod Zafouků se na Komárovsku do poloviny 19. století rozvětvil, jeho členové s konjunkturou kovolijectví odcházeli jako vyučení slévači nebo sochaři-modeléři do továren v Praze, například Karl Zafouk (1816–1868), sochař-modelér Gustav Zafouk (1823–1868) nebo Adolf Zafouk (1852–1917).

## Dílo
Zafoukovo dílo je rozptýleno v mnohých sbírkách, zejména v muzeích pražských, západočeských a vídeňských. Například:
- Portrétní busta hraběte Rudolfa Vrbny, litina, Hořovice
- Portrétní busta císaře Františka I., litina, Hořovice
- Portrétní busta císařovny, litina, Hořovice
- Portrétní busty arcivévodů, litina, Hořovice
- Dekorativní díla: vojenské štíty, mísy, žardiniéry, kalamáře, medailony
- medaile a svátostky z Höferova závodu:
  - poutní medailka- svátostka Panny Marie
  - Pamětní medaile Fridrich August Saský